# Anton Sistermans
Antonius Josephus Maria (Anton) Sistermans ('s-Hertogenbosch , 5 augustus 1865 – Den Haag, 5 maart 1926) was een Nederlandse bariton.
Hij was zoon van leraar aan het gymnasium Johannes Martinus Sistermans en Adriana Constantia de Leeuw wonende aan de Hinthamerstraat. Hijzelf was enige tijd getrouwd met Christina Eijsell (scheiding 1924). Hij werd begraven op Begraafplaats Sint Petrus Banden in Den Haag.
Muziek speelde al op jonge leeftijd een grote rol in zijn leven. Hij viel al positief op toen hij als achtjarige piano speelde of zong. Hij begon daarbij als koorknaap. Daarna was er een periode waarin muziek een ondergeschikte rol speelde; hij ging in Rotterdam in de handel werken; hij bezocht echter regelmatig concerten van Eruditio Musica en de Duitse Opera in de stad. Dit leidde ertoe dat hij zich toch weer tot de muziek wendde. Hij man les bij Ludwig Felix Brandts Buys, vooral harmonieleer. Die stuurde hem door naar Julius Stockhausen in Frankfurt am Main, alwaar hij ook ging wonen. Zijn solodebuut behoudens Prüfingsconcerten, was in 1889, tijdens een uitvoering van het Requiem van Giuseppe Verdi in Straatsburg. Sistermans bleef bij Stockhausen tot 1893.
Daarna volgden optredens in elke grote stad in Europa. Enkelen daarvan zijn aparte vermelding waard:
- Op 17 december 1892, tijdens een concert onder leiding van Hans Haym in Wuppertal dat ook het Pianoconcert nr. 5 van Ludwig van Beethoven omvatte, zong hij Beethovens Kantate auf den Tod Kaiser Josephs II (cantate ter nagedachtenis aan Jozef II) en was hij een van de uitvoerenden van diens Negende symfonie.[2]
- Op 16 maart 1896 bracht Sistermans in Berlijn de orkestversie van Gustav Mahler´s Lieder eines fahrenden Gesellen in première, waarbij Mahler zelf de Berliner Philharmoniker dirigeerde.
- Op 9 november van hetzelfde jaar gaf Sistermans in Wenen met pianist Coenraad Valentijn Bos de eerste uitvoering van Vier ernste Gesänge van Johannes Brahms.[3] Sistermans had Brahms gevraagd om pianist te zijn tijdens de première, maar daar had de componist voor bedankt, waarschijnlijk omdat hij het niet kon verdragen om de liederen aan te horen terwijl Clara Schumann, op wie zij sterk van toepassing waren, op sterven lag.[4]  Over de vraag of Brahms de première überhaupt bijwoonde, zijn de bronnen niet eensluidend.
- Edvard Grieg verzocht Sistermans, die toen "door sommigen beschouwd werd als de beste zanger van Lieder", om scenes van zijn Olav Trygvason te zingen op het Festival van Leeds op 16 oktober 1907.[5]

Tussen 1891 en 1923 zong hij dertienmaal bij het Concertgebouworkest, waarvan twee keer onder Willem Mengelberg.
Hij werd dan ook vooral bekend door zijn interpretaties van kunstliederen en oratoria. Een aantal belangrijke composities van Johannes Brahms en Gustav Mahler zijn als eerste door Sistermans vertolkt. Sisterman trad relatief weinig op in operavoorstellingen. Hij was onder andere te horen als Gurnemanz in Parsifal en als Pogner in Die Meistersinger von Nürnberg, op het Bayreuth Festival in 1899. Hij zong Titurel in Parsifal in Amsterdam in 1919 en Tommaso in Tiefland van Eugen d'Albert in Den Haag in 1923.
Zijn stem is bewaard gebleven middels enkele opnamen uit 1904 en 1906. Hij nam enkele liederen van Johannes Brahms op.
Gedurende zijn zangersloopbaan gaf Sistermans ook zangles. Al in zijn Frankfurtse periode gaf hij les aan het Conservatorium van Dr. Hoch, de muziekschool in Wiesbaden tussen 1899 en 1904,  in 1904 Klindworth-Scharwenka-conservatorium in Berlijn en vanaf 1917 aan het Rotterdams Conservatorium als ook aan het Haagse conservatorium van Siegfried Blaauw en het Koninklijk Conservatorium aldaar (1918-1926). Bovendien dirigeerde hij het Koorgezelschap Harmonie der Steigersche Kerk te Rotterdam.
Hij had ook zelf een klein zangensemble om zich heem gevormd voor optredens met kameropera-uitvoeringen in het gehele land. Hij bleef tot vlak voor zijn overlijden optreden; hij overleed in een Haags Rooms Katholiek Ziekenhuis.
Werken die aan hem zijn opgedragen zijn onder meer: 
- Eugen d'Albert : Lieder für Singstimme und Klavier, Op. 21
- Hans Pfitzner : Fünf Lieder, Op. 9
- Erich Jaques Wolff: lied, Tag meines Lebens, Op. 13/2
- Alexander Zemlinsky : Dreizehn Lieder : fur eine tiefe Singstimme und Klavier, opus 2

- Bibliothèque nationale de France: cb13899829x (data)
- Gemeinsame Normdatei: 117417912
- International Standard Name Identifier: 0000 0001 1469 0311
- Library of Congress Control Number: no2001096685
- SNAC: w62813g3
- Virtual International Authority File: 21801746
- WorldCat: E39PBJq6WTM4CKk4P8rQrB4Qbd